# Angels Fall First
Angels Fall First – debiutancki album zespołu Nightwish.
Płyta wydana została w 1997 roku przez wytwórnię Spinefarm. Wydawnictwo w listopadzie, zajęło 31. miejsce na fińskiej liście albumów.
Pierwotne, limitowane do 500 sztuk, wydanie (z 1997, wytwórni Spinefarm) zawierało inną listę utworów oraz inny materiał ilustracyjny.

## Lista utworów
Opracowano na podstawie materiału źródłowego.
1. „Elvenpath” – 4:40
2. „Beauty And The Beast” – 6:24
3. „The Carpenter” – 5:58
4. „Astral Romance” – 5:13
5. „Angels Fall First” – 5:34
6. „Tutankhamen” – 5:32
7. „Nymphomaniac Fantasia” – 4:47
8. „Know Why The Nightingale Sings” – 4:14
9. „Lappi (Lapland)”
  1. „Erämaajärvi” – 2:15
  2. „Witchdrums” – 1:19
  3. „This Moment Is Eternity” – 3:12
  4. „Etiäinen” – 2:34

| Official Collector’s Edition |
| --- |
| 1. „Elvenpath” - 4:40 2. „Beauty And The Beast” - 6:24 3. „The Carpenter” - 5:58 4. „Astral Romance” – 5:13 5. „Angels Fall First” – 5:34 6. „Tutankhamen” – 5:32 7. „Nymphomaniac Fantasia” – 4:47 8. „Know Why The Nightingale Sings” – 4:14 9. „Lappi (Lapland)” 1. „Erämaajärvi” – 2:15 2. „Witchdrums” – 1:19 3. „This Moment Is Eternity” – 3:12 4. „Etiäinen” – 2:34 10. „A Return To The Sea” – 5:48 11. „Nightwish” (Demo) – 5:52 12. „The Forever Moments” (Demo) – 5:38 13. „Etiäinen” (Demo) – 2:59 |

| Remastered Digipack Edition |
| --- |
| 1. „Elvenpath” - 4:40 2. „Beauty And The Beast” - 6:24 3. „The Carpenter” - 5:58 4. „Astral Romance” – 5:13 5. „Angels Fall First” – 5:34 6. „Tutankhamen” – 5:32 7. „Nymphomaniac Fantasia” – 4:47 8. „Know Why The Nightingale Sings” – 4:14 9. „Lappi (Lapland)” 1. „Erämaajärvi” – 2:15 2. „Witchdrums” – 1:19 3. „This Moment Is Eternity” – 3:12 4. „Etiäinen” – 2:34 10. „A Return To The Sea” – 5:45 |

| Limited 500 Copies Edition |
| --- |
| 1. „Astral Romance” - 5:13 2. „Angels Fall First” - 5:34 3. „The Carpenter” - 5:57 4. „Nymphomaniac Fantasia” – 4:47 5. „Once Upon A Troubadour” – 5:21 6. „A Return To The Sea” – 5:48 7. „Lappi (Lapland)” 1. „Erämaajärvi” – 2:15 2. „Witchdrums” – 1:19 3. „This Moment Is Eternity” – 3:12 4. „Etiäinen” – 2:34 |

| Brazilian Edition |
| --- |
| 1. „Elvenpath” - 4:40 2. „Beauty And The Beast” - 6:24 3. „The Carpenter” - 5:58 4. „Astral Romance” – 5:13 5. „Angels Fall First” – 5:34 6. „Tutankhamen” – 5:32 7. „Nymphomaniac Fantasia” – 4:47 8. „Know Why The Nightingale Sings” – 4:14 9. „Lappi (Lapland)” 1. „Erämaajärvi” – 2:15 2. „Witchdrums” – 1:19 3. „This Moment Is Eternity” – 3:12 4. „Etiäinen” – 2:34 10. „Once Upon A Troubadour” – 5:21 11. „A Return To The Sea” – 5:48 |

| Korean Edition |
| --- |
| 1. „Elvenpath” - 4:40 2. „Beauty And The Beast” - 6:24 3. „The Carpenter” - 5:58 4. „Astral Romance” – 5:13 5. „Angels Fall First” – 5:34 6. „Tutankhamen” – 5:32 7. „Nymphomaniac Fantasia” – 4:47 8. „Know Why The Nightingale Sings” – 4:14 9. „Lappi (Lapland)” 1. „Erämaajärvi” – 2:15 2. „Witchdrums” – 1:19 3. „This Moment Is Eternity” – 3:12 4. „Etiäinen” – 2:34 10. „Sleeping Sun” – 4:03 11. „Once Upon A Troubadour” – 5:21 12. „A Return To The Sea” – 5:48 |

| Japanese Edition |
| --- |
| 1. „Elvenpath” - 4:40 2. „Beauty And The Beast” - 6:24 3. „The Carpenter” - 5:58 4. „Astral Romance” – 5:13 5. „Angels Fall First” – 5:34 6. „Tutankhamen” – 5:32 7. „Nymphomaniac Fantasia” – 4:47 8. „Know Why The Nightingale Sings” – 4:14 9. „Lappi (Lapland)” 1. „Erämaajärvi” – 2:15 2. „Witchdrums” – 1:19 3. „This Moment Is Eternity” – 3:12 4. „Etiäinen” – 2:34 10. „A Return To The Sea” – 5:56 11. „Swanheart” (Live) – 3:56 12. „Deep Silent Complete” (Live) – 4:28 13. „Dead Boy’s Poem” (Live) – 6:53 |

## Listy sprzedaży
| Lista                   | Kraj      | Pozycja |
| ----------------------- | --------- | ------- |
| Suomen virallinen lista | Finlandia | 31      |